# 沃武夫縣

51°20′29″N 16°37′42″E / 51.34139°N 16.62833°E
沃武夫縣（波蘭語：Powiat wołowski），是波蘭的縣份，位於該國西南部，由下西里西亞省負責管轄，首府設於沃武夫，面積675平方公里，2006年人口47,445，人口密度每平方公里70人。